# Криворізький державний педагогічний університет
Криворізький державний педагогічний університет— один із провідних вищих навчальних педагогічних закладів в Кривому Розі та Україні. Засновано у 1930 році як Криворізький інститут професійної освіти.
За роки свого існування виш підготував близько 50 тисяч фахівців для освіти, що працюють у загальноосвітніх школах, профтехучилищах, позашкільних навчально-виховних закладах та інших навчальних закладах. Понад 70 % вчителів Дніпропетровської області є випускниками університету.

## Історія

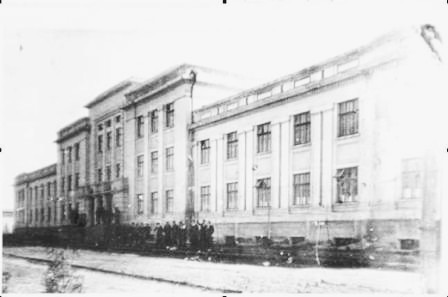
Перша будівля інституту, зруйнована у роки війни

Криворізький педагогічний інститут засновано у 1930 році як Криворізький інститут професійної освіти. Він готував вчителів фізики, математики, історії й політекономії, мови й літератури. У 1933 році інститут профосвіти реорганізовано у педагогічний інститут, що дало можливість приділяти більше уваги питанням педагогіки, методики викладання, зв'язку школи з життям. У цьому ж році було відкрито факультет природознавства. У довоєнний період інститут підготував близько 1000 учителів.
В роки окупації відомі спроби відновити навчання в педагогічному інституті. Відповідно до повідомлення газети «Дніпрова хвиля», 25 жовтня 1941 р. було розпочато вступні іспити. Планувалось відкриття двох факультетів: мовно-літературного та історичного. Заняття в інституті після евакуації відновилися у вересні 1944 року.
В роки Другої світової війни деякі викладачі та студенти брали участь у партизанських загонах та підпільних групах. Це, зокрема, такі особи: Щербина Іван Іларіонович, Швець Іван Никифорович, Мошенський Микола Савич, Решотка Харлампій Савич та Петренко Григорій Григорович.
За досягнуті успіхи в підготовці учительських кадрів у 1975 році інститут нагороджено Почесною грамотою Президії Верховної Ради УРСР.
З 1992 року в інституті функціонує аспірантура, на кафедрах університету працює понад 120 її випускників. За роки функціонування аспірантури підготовлено понад 110 кандидатів наук.
Значний внесок в розбудову і розвиток Криворізького державного педагогічного інституту (університету) зробив його багаторічний ректор (1979—2000) Павло Іванович Шевченко. 16 березня 1999 року Постановою Кабінету Міністрів України (№ 403) на базі Криворізького державного педагогічного інституту утворено Криворізький державний педагогічний університет. У червні 2010 року після завершення терміну перебування на посаді Володимира Буряка, обов'язки ректора виконував перший проректор, доктор філософських наук, професор Ярослав Владиславович Шрамко.
У 2011 році було утворено Криворізький національний університет, який об'єднав Криворізький технічний університет, Криворізький державний педагогічний університет, Криворізький економічний інститут КНЕУ, Криворізький факультет НМетАУ. До структури нового університету також були залучені наукові ресурси Науково-дослідного гірничорудного інституту та Українського державного науково-дослідного інституту безпеки праці та екології в гірничорудній і металургійній промисловості. 24 травня 2011 р. Криворізькому державному університету було надано статус національного. Криворізький педагогічний інститут до 2016 року діяв в складі КНУ як автономний структурний підрозділ. 27 січня 2016 року розпорядженням Кабінету міністрів України Криворізький педагогічний інститут виділено із складу Криворізького національного університету з відновленням на його базі Криворізького державного педагогічного університету.
У жовтні 2023 року КДПУ першим із криворізьких вишів став підписантом Великої хартії університетів (Magna Charta Universitatum).

## Рейтинги
За результатами щорічного академічного рейтингу українських університетів «Топ-200 Україна 2023» КДПУ обійняв 60 місце. У консолідованому рейтингу вишів України 2023 року займає 73 місце. У рейтингу найкращих педагогічних закладів освіти України 2023 року Криворізький державний педагогічний університет перебуває на 4 місці.
У всесвітньому рейтингу Webometrics, що аналізує рівень представленості вишів у інтернеті, Криворізький державний педагогічний університет станом на 2023 рік посідає 89 місце серед ЗВО України (7842 місце в світі). У рейтингу університетів за показниками Scopus 2023 року КДПУ посідає 31 місце.

## Корпуси
У 1930 році, коли було засновано Інститут профтехосвіти і підготовки вчителів, заклад розташувався по вул. Леніна, 66. Питання будівництва нового навчального корпусу вирішено не було. У перші роки свого існування інститут містився у різних малопристосованих для навчання приміщеннях Центрально-Міського району: по вул. Леніна, Калениченка, Первомайській (зокрема, у СШ № 8). У 1935 році збудовано корпус на вул. К. Маркса, 67, в якому було обладнано фізичний, математичний, хімічний і військовий кабінети, та розпочато організацію зоологічного, ботанічного, астрономічного, педагогічного кабінетів і читальної зали для студентів. Під час Німецько-радянської війни ця будівля була зруйнована. Інститут повернувся з міста Оренбург (тоді — Чкалов) з евакуації і поновив роботу у приміщенні на пр. Миру (зараз пл. Визволення) у будівлі СШ № 23.
У 1966 році збудований новий навчальний корпус на проспекті Гагаріна, 54, з комплексом навчальних майстерень, стадіоном, закладено ботанічний сад. У 1985 році збудовано новий корпус гуманітарних факультетів. Цю будівлю було спроектовано як середню загальноосвітню школу. У 1962, 1976, 1983 і 1986 побудовані студентські гуртожитки на 1914 місць.
Університет розташований в 5-ти навчальних та лабораторних корпусах, має майстерні механічної та ручної обробки металу, деревини, автоклас; є віварій, оранжерея і 4 музеї, 2 актові зали, 2 спортивні зали, студентський санаторій, 2 їдальні, студентське кафе, 4 буфети.
Працює бібліотека з книжковим фондом близько 620 000 примірників з 5 читальними залами, вона була створена разом з інститутом. За перше десятиріччя свого існування бібліотека збільшила свій книжковий фонд до 30 000 примірників та відкрила абонемент і читальну залу на 20 місць. Під час війни залишалася у місті. У 1967 році бібліотека отримала нові площі близько 1000 м² та відкрила зали для абонементу, читальну залу, довідково-бібліографічний відділ і відділ комплектування та наукової обробки.
У 2005 р. біля головного корпусу було відкрито скульптуру «Вчителько моя». Вона є уособленням вчительської праці та прагнення до пізнання.

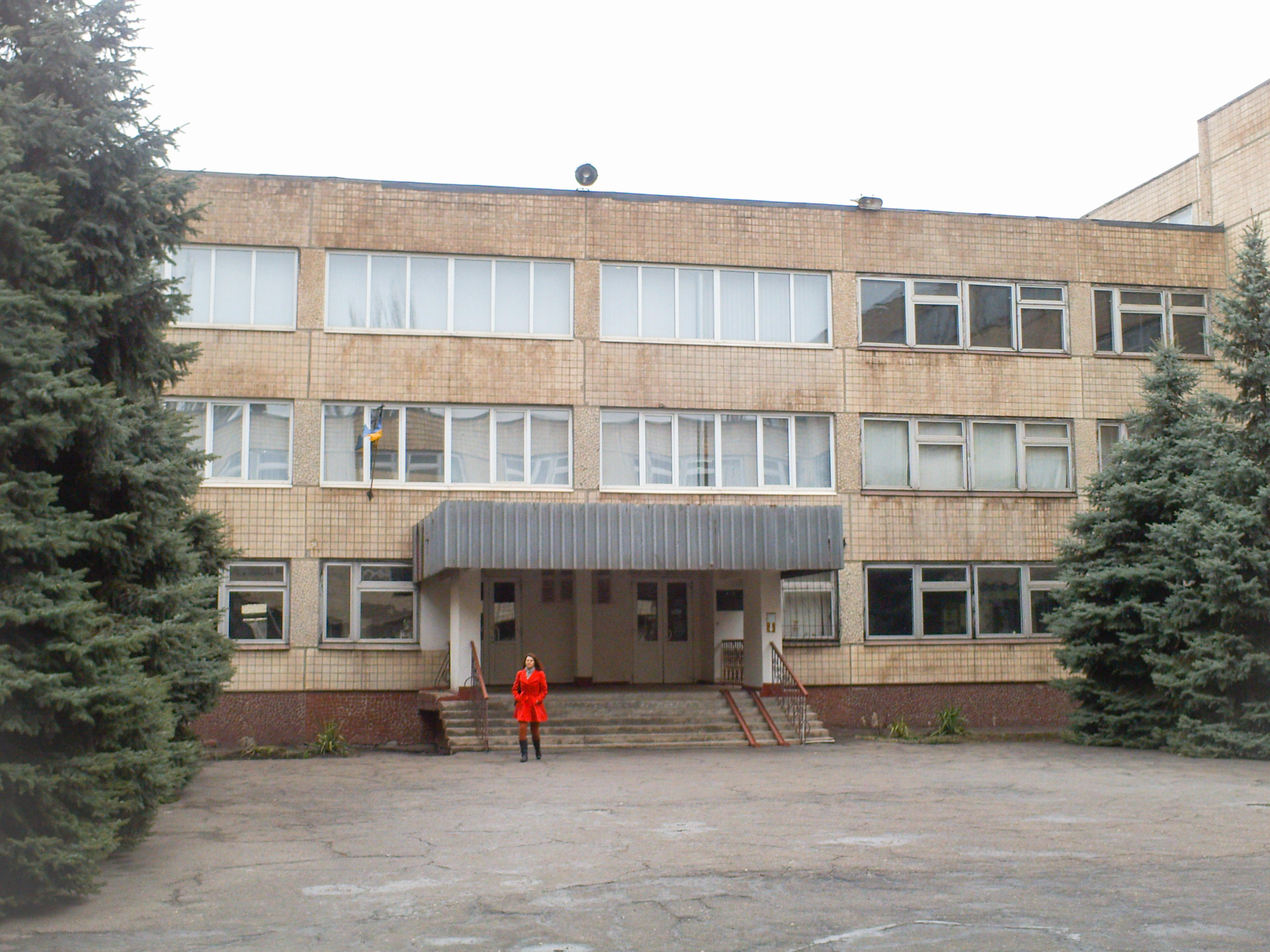
Гуманітарний корпус університету
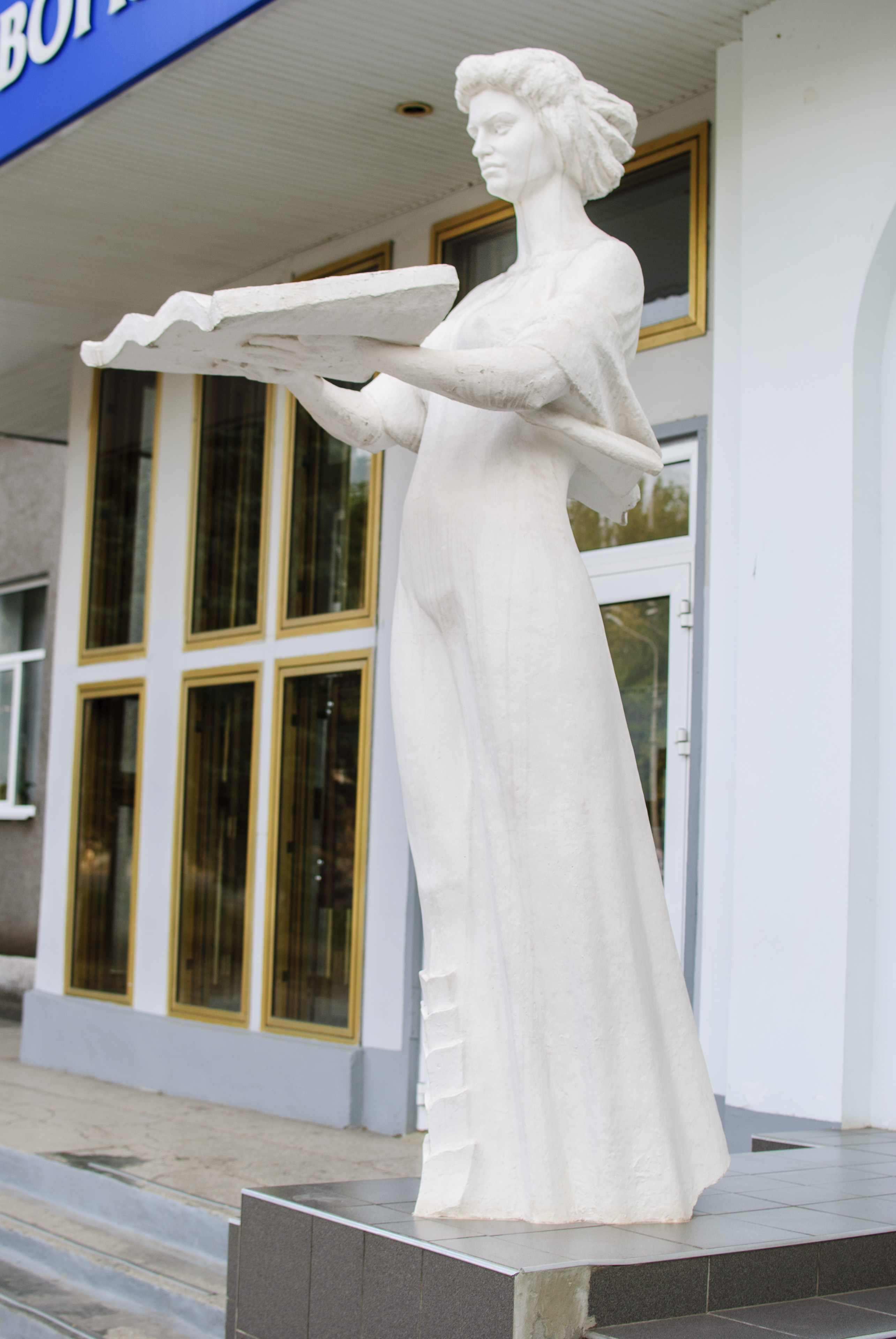
Статуя Вчительки, символ університету
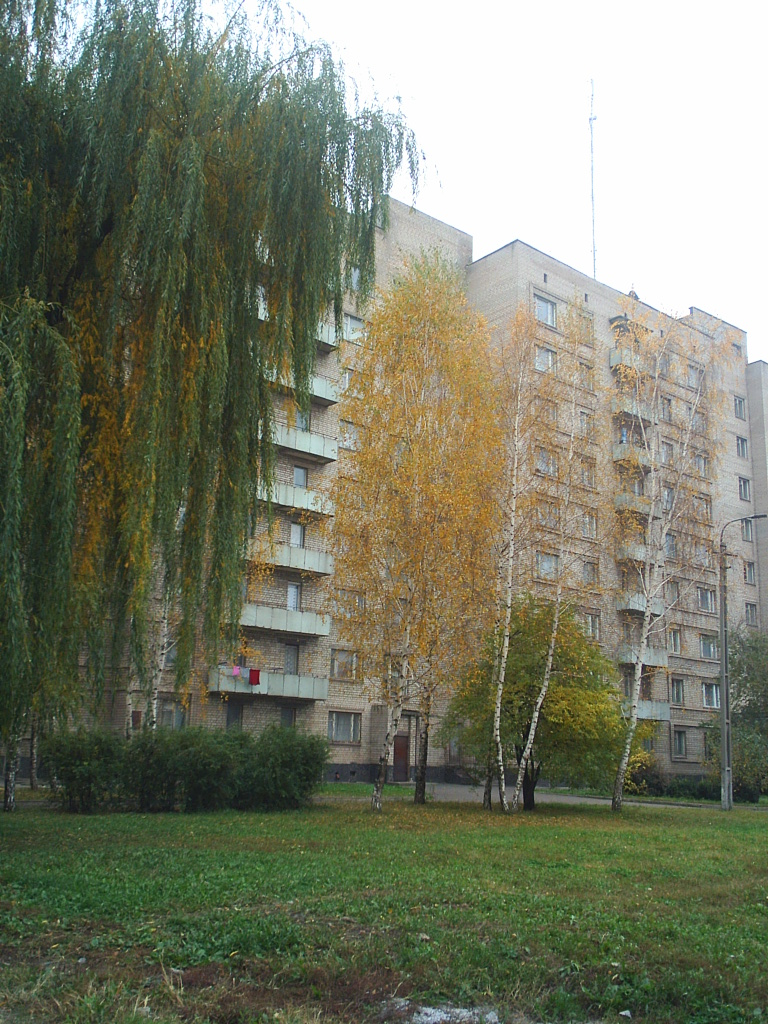
гуртожиток, типовий проєкт 164-87-22

## Структура
При педагогічному університеті створено навчально-науковий комплекс у складі Довгинцівської педагогічної гімназії, Криворізького обласного ліцею-інтернату для сільської молоді, Довгинцівського гуманітарно-технічного ліцею, Криворізького колегіуму № 81, Криворізьких середніх загальноосвітніх шкіл № 91 і № 69.
При університеті діє Спеціалізована вчена рада з захисту докторських дисертацій за спеціальностями методика навчання та теорія навчання.
Зараз у виші функціонує 9 факультетів для студентів денної форми навчання, на яких навчається близько 5000 студентів. У виші існує заочна форма навчання за спеціальностями: біологія, історія, географія, українська мова і література, російська мова і література, англійська мова, музика, початкове навчання, образотворче мистецтво, трудове навчання, практична психологія. Навчання забезпечують 33 кафедри, на яких працюють понад 400 викладачів.
Працює також студентська рада. Щорічно в університеті проводиться змагання факультетів у самодіяльності Студентська весна.

### Факультети та спеціальності
| Факультет                                   | Спеціальності | Кафедри | Герб |
| ------------------------------------------- | --- | --- | ---- |
| Факультет української філології             | «Українська мова і література. Спеціалізація: українознавство», «Українська мова і література та мова англійська», «Українська мова і література. Спеціалізація: редагування освітніх видань», «Українська мова і література. Спеціалізація: шкільне бібліотекознавство» | української мови та української і світової літератур. |      |
| Географічний факультет                      | «Географія. Спеціалізація: краєзнавчо-туристична робота» | кафедра фізичної географії та геології, та кафедра економічної і соціальної географії                                                                                                 |      |
| Історичний факультет                        | «Історія. Спеціалізація: правознавство», «Історія. Додаткова спеціальність: Географія», «Історія. Додаткова спеціальність: Філологія Мова і література (англійська)» (з 2015 року). | кафедра історії України та кафедра всесвітньої історі |      |
| Психолого-педагогічний факультет            | «Початкова освіта та практична психологія», «Початкова освіта. Спеціалізація: фізична культура», практична психологія | кафедра практичної психології, кафедра змісту і методики початкового навчання, кафедра теорії і практики початкового навчання                                                         |      |
| Природничий факультет                       | 014.05 Середня освіта (Біологія та здоров'я людини):освітні програми "Біологія та здоров'я людини. Хімія", "Біологія та здоров'я людини. Психологія" - освітній рівень бакалавра 014.05 Середня освіта (Біологія та здоров'я людини):освітня програма "Біологія та здоров'я людини" - освітній рівень магістра 014.06 Середня освіта (Хімія): освітня програма "Хімія. Інформатика" - освітні рівні бакалавра та магістра 014.11 Середня освіта (Фізична культура): освітня програма "Фізична культура" - освітній рівень бакалавра 101 Екологія: освітня програма "Екологія" - освітній рівень бакалавра | кафедра хімії та методики її навчання, кафедра зоології та методики навчання біології, кафедра ботаніки та екології, кафедра фізичної культури та методики її викладання              |      |
| Факультет мистецтв                          | «Образотворче мистецтво. Спеціалізація: декоративне мистецтво», «Дизайн (графічний, одягу та аксесуарів, ландшафтний)», «Музичне мистецтво. Спеціалізація: художня культура», «Хореографія» | кафедра образотворчого мистецтва та кафедра декоративно прикладного мистецтва і дизайну                                                                                               |      |
| Факультет дошкільної і технологічної освіти | «Технологічна освіта (автосправа). Спеціалізація: інформатика», «Технологічна освіта (основи конструювання та моделювання одягу). Спеціалізація: основи домашнього господарювання», «Технологічна освіта (технічна та комп'ютерна графіка). Спеціалізація: основи підприємницької діяльності», «Дошкільна освіта. Спеціалізація: практична психологія» | кафедра загально-технічних дисциплін та кафедра педагогіки і методики трудового навчання, кафедра дошкільної освіти                                                                   |      |
| Факультет іноземних мов                     | «Філологія: Мова і література (англійська та німецька)», «Філологія: Мова і література (німецька та англійська)», «Філологія: Мова і література (російська та англійська)» | кафедра англійської філології; кафедра англійської мови з методикою викладання; кафедра німецької мови з методикою викладання; кафедра російської філології та зарубіжної літератури. |      |
| Фізико-математичний факультет               | «Математика. Спеціалізація: інформатика», «Фізика. Спеціалізація: інформатика», «Інформатика» | кафедра математики, кафедра фізики, кафедра інформатики та прикладної математики |      |

#### Фізико-математичний факультет
Кафедра математики була створена в 1930 році. З того часу підготовлено понад 3 тисячі спеціалістів-математиків. Викладачами кафедри захищені 4 докторські та 16 кандидатських дисертацій.
Кафедра фізики з дня заснування забезпечує підготовку фахівців за спеціальністю «Фізика» яку університет проводить. За цей час підготовано 3 тисячі спеціалістів. Кафедри вели теоретичні дослідження фізики напівпровідників, твердого тіла, теоретичної і прикладної механіки, методики навчання математики та фізики у співробітництві з науково-дослідними інститутами міста та країни.
Кафедра інформатики та прикладної математики була створена у 1992 році. З часу заснування на кафедрі підготовлені та захищені 1 докторська та 9 кандидатських дисертацій. У 2001 р. розпочато навчання за спеціальністю «Інформатика». Кваліфікація випускників дозволяє їм обіймати посади програмістів, вчителів інформатики та адміністраторів.

#### Природничий факультет
Факультет розпочав свою діяльність восени 1935 року. За 69 років існування він підготував близько 6 тисяч вчителів біології і хімії. З них 26 кандидатів наук та докторів. Студенти факультету систематично беруть участь у Всеукраїнських наукових конференціях, конкурсах студентських наукових робіт та студентських олімпіадах та займають призові місця. До науково-дослідної роботи з хімії залучаються також талановиті учні ліцеїв та гімназій, які мають успіхи як у місьуїких та обласних етапах конкурсу-захисту наукових робіт МАН, так і на міжнародних конкурсах. Факультет має комп'ютерний клас для опанування сучасних технологій навчання, моделювання біологічних та хімічних процесів тощо. Функціонує екологічний науковий та науково-методичний центр. На кафедрі хімії та методики її навчання відкрито сучасну навчально-наукову лабораторію з хімічного аналізу.
На факультеті працює лабораторія прикладної і теоретичної орнітології, відділення Товариства охорони та вивчення птахів АН вищої школи, Українського орнітологічного товариства імені К. Ф. Кеслера, 12 наукових і проблемних гуртків. Протягом навчання студенти-біологи та студенти-хіміки проходять навчальні польові практики, базами яких є  Гурівське лісництво, природні та техногенні ландшафти м. Кривого Рогу та Криворізького району. Раніше (до початку військової агресії рф проти України) база польових практик включала біологічний стаціонар Луганського університету в Станично-Луганському районі, Ангарський перевал, біосферний заповідник «Асканія-Нова». Окрім цього, студенти-хіміки на 4 курсі проходять хіміко-технологічну практику, під час якої відвідують промислові підприємства міста та області. Студенти спеціальностей "Середня освіта (Фізична культура)" та "Екологія" також проходять професійно-орієнтовані практики протягом усього періоду навчання.

#### Факультет дошкільної та технологічної освіти
Факультет створено у 1974 році. Кафедра педагогіки та методики трудового навчання відкрита у 1992 році. За час існування факультету було підготовлено понад 5 тисяч вчителів трудового навчання. Серед випускників понад 42-х директорів шкіл, технікумів, професійно-технічних навчальних закладів.
За останні роки викладачами надруковано понад 110 підручників.

#### Психолого-педагогічний факультет
У 2001 році факультет підготовки вчителів початкових класів, заснований у 1960 році, перейменовано у педагогічний факультет.
Підготовку фахівців ведуть три кафедри та 34 викладачів. За роки існування факультетом підготовлено приблизно 1650 вчителів початкових класів.

#### Факультет української філології
До складу факультету входять дві випускаючи кафедри: української мови та української і світової літератур. Філологічний факультет із двома відділеннями (за двома спеціальностями — «українська мова і література» та «російська мова і література»)був відкритий 1 жовтня 1930 року як частина інституту профосвіти. Кафедрою української літератури було створено літературну студію, яка об'єднувала творчо обдаровану молодь. У цій студії почав читати свої гуморески студент Павло Глазовий, які друкувалися на сторінках журналу «Перець». Після тривалої перерви (з 1956 року до 1982 року) на факультеті підготовки вчителів початкових класів було відкрито філологічне відділення й відновлено підготовку вчителів української мови і літератури. З 1984 року філологічний факультет зі спеціальностями «Українська мова і література» та «Російська мова і література» став діяти як самостійна структурна одиниця Криворізького державного педагогічного інституту. У 1986 році було утворено факультет української філології. На кафедрі української мови працюють 19 викладачів, доктор наук і 18 кандидатів наук. Двоє викладачів кафедри мають вчене звання професора. Кафедра української літератури була створена в 1982 році. За роки існування факультетом підготовлено понад 2500 вчителів української мови і літератури.

#### Факультет іноземних мов
Факультет іноземних мов заснований у 1995 році на базі факультету російської філології. Підготовка вчителів російської мови та літератури у Криворізькому педагогічному інституті здійснювалася з 1930 року. У 1982 році в інституті було відновлено підготовку вчителів російської мови і літератури. У 1990 році створено факультет російської мови та літератури. З 1986 року в університеті здійснюється підготовка вчителів англійської мови і літератури, а з 1994 року — німецької мови і літератури.
До складу факультету входить чотири кафедри. За час свого існування факультет підготував близько 800 вчителів англійської, німецької, російської мови та зарубіжної літератури. Викладачі кафедри німецької мови регулярно підвищують кваліфікацію за кордоном, у профільних установах Гете-інституту та Німецької служби академічного обміну шляхом участі у науково-методичних семінарах, що підтверджено сертифікатами загальноєвроепейського зразка і значною мірою впливає на вдосконалення професіоналізму кафедри в цілому. Традиційною є співпраця з Корпусом миру та фондом академічних обмінів імені Фулбрайта.

#### Факультет мистецтв
У факультет входять художньо-графічне та музично-педагогічне відділення. Підготовку спеціалістів було розпочато у 1979 році на художньо-графічному відділенні. У 1988 році на базі спеціальності було створено художньо-графічний факультет як самостійну структурну одиницю. За час існування факультет став осередком з підготовки художньо-педагогічних кадрів регіону.
Підготовку спеціалістів з музичного виховання було розпочато у 1967 році. Вищу освіту на денному і заочному відділенні одержали близько 3500 вчителів музики. На відділенні працює 15 кандидатів педагогічних, філософських наук та мистецтвознавства. Студенти відділення є лауреатами та дипломантами престижних Міжнародних та Всеукраїнських конкурсів, олімпіад, фестивалів. З 1 вересня 2005 року художньо-графічний факультет разом з музично-педагогічним факультетом об'єднано в факультет мистецтв..

#### Історичний факультет
Створений 13 вересня 2002 року. Кафедрами підтримуються тісні зв'язки з провідними вишами країни та зарубіжжя, структурами та школами міста. Кафедра історії України створена у 2000 році, налічує 10 викладачів, серед яких є доктори і кандидати історичних наук. Діє аспірантура. Кафедра всесвітньої історії діє з 2000 року. На кафедрі працюють 9 викладачів, доктор історичних наук, 5 кандидатів історичних наук.
За час існування кафедрами факультету підготовлено близько 300 вчителів історії та географії.

#### Географічний факультет
У 1981 році на базі природничого факультету була відкрита географічна спеціальність. Факультет створено у листопаді 1986 року. За час існування факультет підготував близько 1500 вчителів географії. 19 випускників захистили дисертації.
На факультеті 20 викладачів, навчається 278 студентів. Викладачами та студентами проводяться дослідження в галузі суспільно-географічних та фізико-географічних наук, вирішуються актуальні питання екології. Професорсько-викладацький склад факультету систематично бере участь у наукових конференціях. Функціонують науково-методичний центр та туристичний клуб. За останні роки викладачами видано понад 70 підручників та навчальних посібників. Проведені 3 науково-практичні конференції.

## Ректори
- Іван Іванович Сочнев (1930—1932)[35]
- Григорій Тимофійович Кисельов (1934—1939)
- Сергій Іванович Аладкін (1939—1941)
- Терентій Федорович Горб (1944—1951)
- Митрофан Дем'янович Бонь (1951—1961)
- Фелікс Адамович Мазур (1961—1973)
- Валентин Іванович Биков (1973—1979)
- Павло Іванович Шевченко (1979—2000)
- Володимир Костянтинович Буряк (2000—2010)

Сьогодні ректором університету є Ярослав Шрамко (призначений на посаду в березні 2017 р.)

## Наукове співробітництво
Міжнародне співробітництво університету:
- Британська рада ( Велика Британія)
- Granada University (Іспанія)
- Брестський державний університет ( Білорусь)
- Могильовський державний університет ( Білорусь)
- Рурський університет ( Німеччина)
- Університет Інформатики та Мистецтв ( Польща)
- Сілезька Політехніка в Гливицях ( Польща)
- Європейський соціально-технічний університет
- Університет Пардубіце
- Науково-дослідницький центр «Райан» ( США)
- Новий Університет Бакінгемширу ( Велика Британія)[36]

та багато інших установ (див.:)

## Наукові видання
Наукові видання університету, включені до Реєстру наукових видань України, видаються спільно із Академією когнітивних та природничих наук:
- Educational Dimension
- Educational Technology Quarterly
- CTE Workshop Proceedings
- Actual Problems of Mind

## Молодіжний центр
У 2017 за сприяння спонсорської допомоги відкрито молодіжний центр «#StudHub». Напрямки роботи: неформальна освіта та лідерство; учнівське та студентське самоврядування; інформаційна діяльність; міжнародна співпраця.